# Illustere school (Rotterdam)
De Illustere school te Rotterdam werd opgericht in 1681 en gesloten in 1810. Zij was bedoeld als een overbrugging tussen de Latijnse school (in Rotterdam vanaf dan 'Erasmiaensche school' geheten) en een volledige universitaire opleiding elders, bijvoorbeeld te Leiden. 

De Illustere school was een exponent van het geestelijk klimaat in Rotterdam aan het eind van de 17de eeuw. In het laatste kwart van die eeuw was Rotterdam een koopmansstad met een belangrijk cultureel en geestelijk leven. Het aantal boekhandelaars en uitgevers nam in de 17de eeuw toe van 6 naar 30, waarmee Rotterdam  na Amsterdam, Leiden en Den Haag in Holland op de vierde plaats kwam. Tal van befaamde schrijvers en filosofen woonden gedurende een bepaalde tijd in de stad, onder wie Engelsen als Benjamin Furly en John Locke. Aan het begin van de 18de eeuw nam deze culturele bloei af.
Vanaf 1693 ging het al bergafwaarts met de Illustere school. Na 1750 waren er geen leerlingen meer, maar het stadsbestuur bleef voor de vorm toch doorgaan met het benoemen van professoren. 

## Sylvius en Texelius

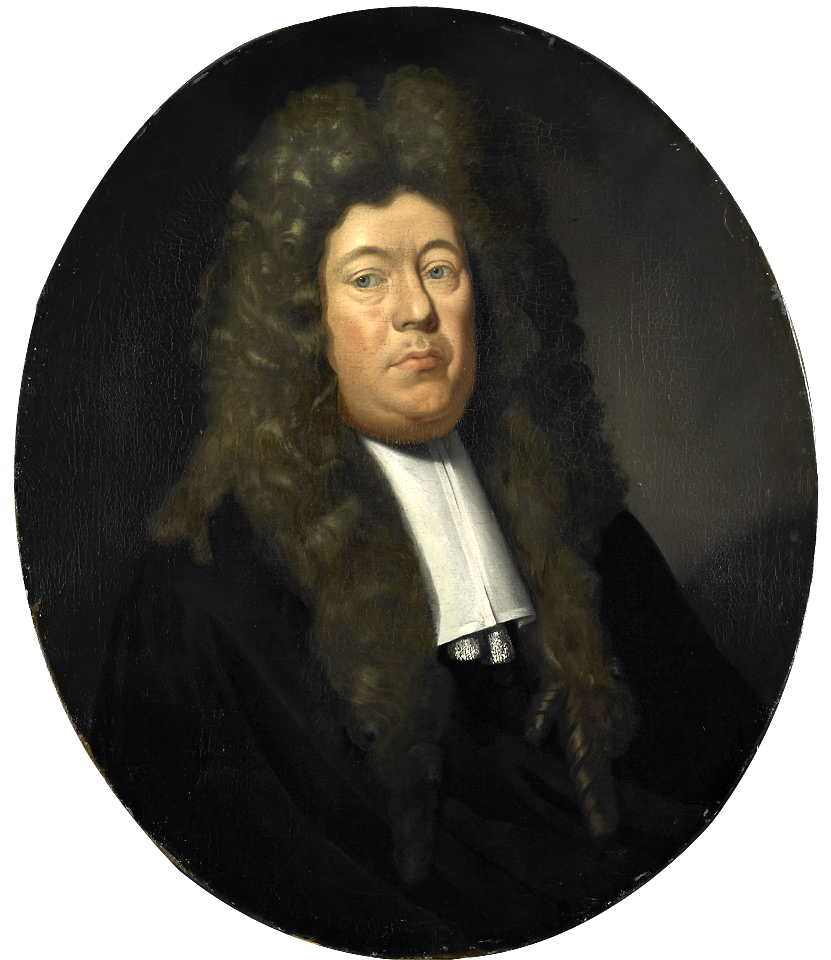
De Rotterdamse regent Adriaen Paets (1631-1686), ca. 1696, door Pieter van der Werff (Kralingen 1665 - aldaar 1722)

- Johannes Sylvius (geboren 17-11-1642 Rotterdam—trouwde 07-11-1669 Rotterdam—begraven in de Grote kerk aldaar, in eigen kelder, 27-11-1723), Jur. Utr. Dr., was sinds 1669 conrector van de Latijnse School.

Zijn vader Zacharias Silvius (gelatiniseerde vorm van Van den Bosch; 1608-1664), was 'medicine doctor' te Rotterdam, en auteur van de Praefatio bij de eerste  Rotterdamse editie (1648) van Harvey's De Motu Cordis. Hij was ook Latijns schoolmeester in de Latijnse school (1633-1653), wonend in Rotterdam aan de westzijde van de Lombertstraet in het huis 'Het Vergulde Varcken'.
Sylvius jr. haalde in 1667 zijn doctorale graad te Leiden. Als advocaat gaf hij vanaf 1669 op particuliere basis juridisch onderwijs vanuit de Latijnse school, van welke instelling hij van 1681 tot 1719 rector was, toen Erasmiaanse school geheten. Dit was de eerste vorm van hoger onderwijs in Rotterdam. In 1681 werd zij door de stad erkend als onderwijsinstelling ter voorbereiding van academische studies. Daarmee was de Illustere school een feit, maar Sylvius zou er pas later een door de stad gehonoreerde hoogleraar worden.  
Hij werd pas in 1689 als zodanig bij deze Illustere school betrokken en ging er de beide rechten doceren. Hij kreeg toen toestemming zijn onderwijs te geven in de 'Capelle' (de Sint Sebastiaanskapel of het Schotse kerkje op de hoek van de Lombardstraat en de Meent). Tot 1723 bleef hij hoogleraar aan deze Illustere school.
- Een andere Hollandse docent was Johannes Texelius (1637-1726), Doct. Phil. en  predikant te Rotterdam.[5]

Zijn vader was Dirk Texel (geboren 3-2-1605 Oudewater, overleden 3-8-1652 Schoonrewoerd),  als student Theologie ingeschreven in Leiden in juli 1624 met de gelatiniseerde naam 'Theodorus Texelius Veteraquinas' ("van Oudewater"), beroepen te Oss in 1633 en te Schoonrewoerd in 1637.
Johannes werd geboren in Schoonrewoerd op 27 november 1637, studeerde te Franeker vanaf mei 1656 en deed daar zijn examens in 1660 en 1661. Hij werd beroepen te Capelle aan den IJssel in 1663, en overgeplaatst naar Rotterdam in 1667. In 1680 werd hij curator van de Erasmiaanse school, waar hij van 1687 tot 1706 ook Griekse taal en welsprekendheid doceerde. In het laatste jaar werd hij benoemd tot professor theologiae.
 Texelius was vijfmaal gedeputeerde bij de Synode van Zuid-Holland. In 1707 wijdde hij de nieuwe kansel in  de St.-Laurenskerk in. In 1721 werd hij professor emeritus (tot 1723). Er zijn enkele gedichten van hem  bekend. De arts, dichter en taalkundige David van Hoogstraten, leraar aan de Latijnse school te Amsterdam, wijdde een gedicht aan hem bij gelegenheid van het door Pieter van der Werff geschilderde portret vanTexelius.

## Bayle en Jurieu

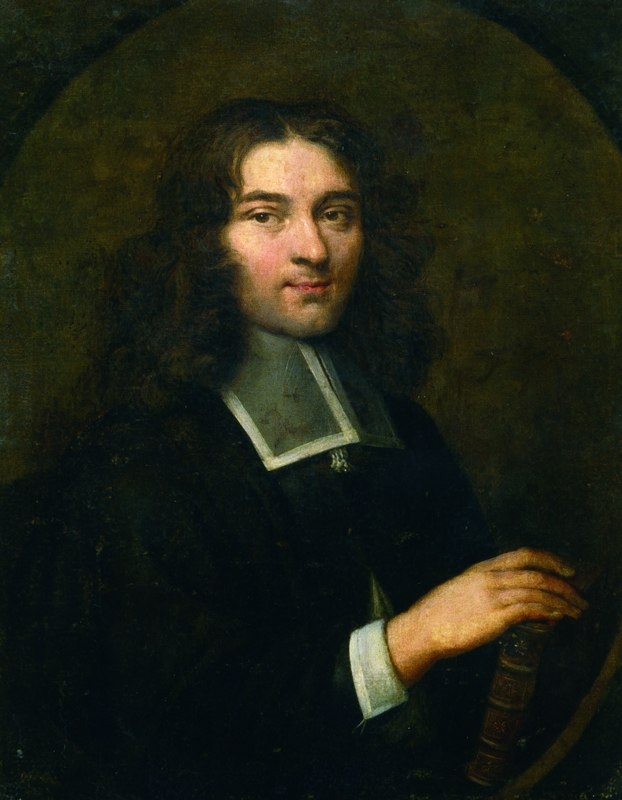
De Franse schrijver en filosoof Pierre Bayle (1647-1706), door Louis Ferdinand Elle (1648-1717)

- De bekendste professor aan de Illustere school was de Fransman Pierre Bayle (1647-1706), bijgenaamd 'de filosoof van Rotterdam', aangesteld op uitnodiging van Adriaen Paets. Toen Lodewijk XIV de protestante universiteiten in Frankrijk sloot, nodigde Paets in 1681 op eigen initiatief Bayle uit om naar Rotterdam te komen. De stad stelde hem aan als professor bij de speciaal voor dat doel haastig opgerichte Illustere School en Paets vulde zelf het karige salaris aan. Bayles traktement werd gefinancierd uit de opbrengst van het pontje over de Leuvehaven. De filosoof woonde aanvankelijk in het huis van mejuffrouw Van der Meersch op het West-Nieuwland en later in een eigen huis aan de Leuvehaven.

- Tegelijk met Bayle arriveerde in Rotterdam de theoloog Pierre Jurieu, die predikant werd in de Waalse kerk aan de Hoogstraat, en eveneens aan de Illustere school werd verbonden (1682-1713). Beiden waren werkzaam geweest aan de zojuist gesloten Académie de Sédan, en beiden droegen aanstonds bij aan een snelle internationale reputatie van de nieuwe Rotterdamse instelling.

### Franse invloed
Het aantal hugenoten in Rotterdam nam in deze jaren zo sterk toe, dat het zo'n 5% van de bevolking ging vormen. Er werden in 1686 twee  Franse damessociëteiten voor aristocratische ‘gerefugeerde juffers' opgericht. Van 1694 tot 1716 bestond er zelfs een Franstalige krant, de Gazette de Rotterdam, die vanaf januari 1695 tweemaal per week verscheen en waarin onder meer de ordonnanties van de Staten van Holland werden gepubliceerd.

### Ontslag van Bayle
De verbannen filosoof Pierre Bayle gaf twaalf jaar les aan de Illustere school. Sinds 1684 redigeerde hij het tijdschrift Nouvelles de la République des lettres. Hij kreeg grote onenigheid met Jurieu. In 1693 ontsloeg de vroedschap Bayle, die verder van zijn pen leefde.

## Het geestelijk klimaat
Pierre Bayle en Benjamin Furly hebben met hun netwerk van contacten een belangrijke bijdrage geleverd aan het vroege verlichtingsdenken in West-Europa. Samen met John Locke en diens leerling Shaftesbury hebben ze ervoor gezorgd, dat Rotterdam een naam verwierf als stad der letteren en als internationaal filosofisch centrum.

### Furly
Benjamin Furly (1636–1714) was een Engelse Quaker, koopman en vriend van  John Locke. Al voor 1677 vestigde hij zich in  Rotterdam, als handelaar in de Scheepmakershaven. In 1677 was de Quaker George Fox zijn gast, die godsdienstige bijeenkomsten hield in Furly's huis. Furly vergezelde vervolgens Fox, George Keith, en anderen op hun reizen door Holland en Duitsland, waarbij hij als tolk optrad.

### Locke

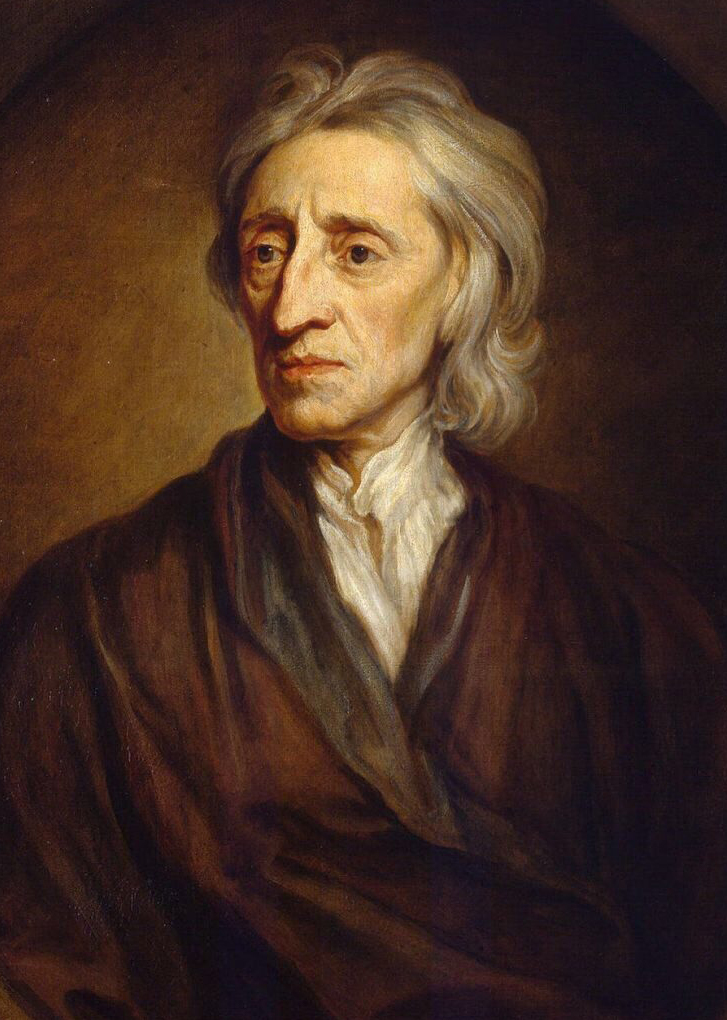
De Engelse filosoof John Locke (1632-1704)in 1697, door
Sir Godfrey Kneller (1646–1723)

Tussen 1675 en 1679 verbleef Locke in Frankrijk, waar hij Descartes bestudeerde en in contact kwam met de grote geesten van die tijd. In 1681 werd de graaf van Shaftesbury vrijgesproken na een beschuldiging van verraad, maar hij vluchtte toch uit vrees voor zijn veiligheid naar Holland. Ook voor zijn medewerkers werd het gevaarlijk, zodat Locke in 1683 ook naar Republiek der Zeven Verenigde Nederlanden vertrok. 
Locke, die toen al een grote vermaardheid genoot, verbleef drie jaar (1686-1989) bij Furly in Rotterdam. In Rotterdam voltooide hij zijn meesterwerk An essay concerning human understanding, waar hij al vanaf 1671 aan gewerkt had. Het werd in 1689 gepubliceerd. Locke zat in die tijd 'De Lantaarn' voor, de zeer gemêleerde kring van internationale intellectuelen die in het gelijknamige huis van Furly bijeenkwamen.

### Politieke gevolgen
In Holland sloot Locke zich aan bij de Engelse politieke bannelingen die een samenzwering beraamden teneinde Willem III van Oranje-Nassau en zijn vrouw Mary op de troon te brengen. Locke adviseerde hen. De samenzwering lukte en na de Glorious Revolution van 1688, toen koning James II was gevlucht, begeleidde Locke de prinses van Oranje naar Engeland waar ze in februari 1689 koningin werd, de echtgenote van koning Willem III. In datzelfde jaar publiceerde Locke Epistola de tolerantia (zeer snel vertaald door William Popple als A letter concerning toleration), het eerste van zijn grote politieke werken. In december 1689 verscheen anoniem Two treatises of government (hoewel op de titelpagina 1690 stond vermeld), en in 1693 Some thoughts concerning education.